# Marauna abati
Marauna abati là một loài bọ cánh cứng trong họ Cerambycidae.